# Kenansville, North Carolina
Kenansville är administrativ huvudort i Duplin County i North Carolina. Orten har fått sitt namn efter militären James Kenan. Enligt 2010 års folkräkning hade Kenansville 855 invånare.